# Філіпп I (ландграф Гессену)
Філіпп I Величний (нім. Philipp I. der Großmütige; 13 листопада 1504 — 31 березня 1567) — ландграф Гессену в 1509—1567 роках. Значний діяч Реформації в Німеччині.

## Життєпис

### Регентство
Походив з Гессенського дому. Син Вільгельма II, ландграфа Гессену, та Анни Мекленбурзької. Народився 1504 року в Марбурзі. 1509 року після смерті батька успадкував трон. Втім через малий вік знаходився під опікою матері. Навчався під опікою Людвіга І фон Бойнебурга.

### Початок правління
1518 року імператор Священної Римської імперії Максиміліан I Габсбург оголосив Філіппа I повнолітнім. Втім деякий час радився з матір'ю. Того ж року лицарі на чолі з Францем фон Зіккінгеном атакували володіння Філіппа I, сплюндрувавши околиці Дармштадту. У відповідь ландграф зміцнив фортеці в Марбурзі, Касселі, Рейнфельсі, Зігенгайні та Рюссельсгаймі.
У 1519 році брав участь у виборах нового імператора. Спочатку підтримував кандидатуру французького короля Франциска I, але зрештою став на бік іспанського короля Карла Габсбурга. Того ж року після шлюбу матері з графом Отто фон Зольм-Лаубахом відсторонив її від державних справ.

### Участь у Реформації
В подальшому захопився ідеями Мартина Лютера. підтримував останнього на Вормському рейхстазі 1521 року. 1522 року прийшов на допомогу Ріхарду фон Грейффенклау-Фольратс, архієпископу Тріра, під час лицарської війни на чолі з Францем фон Зіккінгеном. 1523 року брав участь в облозі замку Ландштуль, що належав Зіккінгену. В тому ж році оженився на представниці династії Веттінів. 1524 року офіційно навернувся до лютеранства.
1525 році під час Селянської війни спільно з саксонським курфюрстом Йоганном I Веттіном придушив повстання в Тюрингії. Зокрема активно сприяв перемозі під Франкенгаузеном над загоном Томаса Мюнцера. Водночас захопив Фульдський монастир. 1526 року став співзасновником лютеранської Ліги Торгау. 1527 року заснував Марбурзький університет, що став першим протестантським вищим навчальним закладом. Водночас зацікавився ідеями Ульріха Цвінглі. Того ж року надав прихисток поваленого вюртемберзькому герцогу Ульріху. 1528 року уклав з Альбрехтом Гогенцоллерном, архієпископом Майнцу, договір в Ґицкірхені, за яким Гессен позбавлявся церковної юрисдикції Майнца. Для вирішення протиріч між Цвінглі та Лютером 1529 року організував Марбурзький диспут, втім марно.

### Боротьба з імператором
1530 року розпочав перемовини з протестантськими князями щодо утворення більш широкого союзу для захисту Реформації. Філіпп I разом з Ульріхом Цвінглі розробив план, за яким усі протестантські князі, міста і стани повинні були об'єднатися. Потім укласти союз з Францією, Венеціанською республікою, Данією і Гельдерн для дії проти Папського престолу й імператора Священної Римської імперії. 1531 року став активним учасником Шмалькальденськоїх ліги. 1532року спільно з Йоганном Фрідріхом I Веттіном, курфюрстом Саксонії, уклав союз з Баварією та Францією. 1534 року допоміг Ульріху відновити свою владу в Вюртемберзі. Втім невдовзі вступив у протиріччя з Баварією, Саксонією та Вюртембергом.

### Замирення з імператором
У 1540 року одружився вдруге при живій дружині. Це призвело до конфлікту з саксонським курфюрстом. Наслідком цього стало примирення на Нюрнберзькому рейхстазі з імператором, укладання 1541 року регенсбурзького договору, за яким ландграф Гессенський відмовився від союзу з Францією.
Також Філіпп I став підривати рішучість членів Шмалькальденської ліги оружно боротися проти католиків. У 1543 році завадив входженню Вільгельма ла Марка, герцога Юліх-Клеве-Берзького, до Шмалькальденської ліги. Цим скористався імператор, який переміг останнього.
1544 року на рейхстазі в Швейєрі сприяв прийняттю рішення щодо надати допомогу Карлу V у війні з Османською імперією. Втім відмова імператора призначити Філіппа I командувачем імперських військ призвела до відсторонення ландграфа. Він став шукати союзу з Англією й Данією.

### Шмалькальденська війна
1546 року з початком Шмалькальденської війни виявив пасивність, не надав допомоги Саксонії, Пфальцу і Вюртембергу. 1547 року здався імператору, який заґратував Філіппа I. Звільнився він лише 1552 року.

### Останні роки
Надалі опікувався внутрішніми справами Гессену, його церковним устроєм (реформу церкви було завершено 1567 року). Через порожню скарбницю вимушений був впровадити податок на алкогольні напої. Згодом провів вдалу податкову реформу, зокрема запровадив податок на багатство, який ґрунтувався на показниках статків. Сприяв об'єднанню сільських районів та міст, лицарів Гессену.
В релігійному плані виступав за замирення між усіма гілками протестантизму, відмовився страчувати анабаптистів. Водночас закликав до терпимості між католиками й протестантами.
1558 року під час рейхстагу в Франфурті-на-Майні доєднався до угоди між кальвіністами та лютеранами. З 1560 року надав військову та фінансову допомогу французьким кальвіністам (гугенотам). 1562 року відправив загін на допомогу д'Андело, брату Гаспара де Коліньї.
Помер 1567 року. Його володіння було розділено між синами.

## Родина
1. Дружина — Христина, донька Георга Веттіна, герцога Саксонії.
Діти:
- Агнеса (1527—1555), дружина: 1) Моріца Веттіна, курфюрста Саксонії; 2) Йоганна Фрідріха II Веттіна, герцога Саксонії
- Анна (1529—1591), дружина Вольфганга Віттельсбаха, герцог Пфальц-Нойбургу і пфальцграфа Цвайбрюкену
- Вільгельм (1532—1592), ландграф Гессен-Кассельський
- Філіпп (1535)
- Барбара (1536—1597), дружина: 1) графа Георга Вюртемберзького, графа Монбельяра; 2) граф Даніеля Вальдека
- Людвиг (1537—1604), ландграф Гессен-Марбурзький
- Єлизавета (1539—1582), дружина Людвига VI Віттельсбаха, курфюрста Пфальца
- Філіп, (1541—1583), ландграф Гессен-Рейнфельсський
- Христина (1543—1604), дружина Адольфа, герцога Гольштейн-Готторпський
- Георг (1547—1596), ландграф Гессен-Дармштадтський

2. Дружина — Маргарита фон дер Заале.
Діти:
- Філіпп (1541—1564)
- Герман (1542—1568)
- Крістоф Ернст (1543—1603)
- Маргарита (1544—1608)
- Альбрехт (1546—1569)
- Філіпп Конрад (1547—1569)
- Моріц (1553—1575)
- Ернест (1554—1570)
- Анна (1558)